# 马里昂 (北达科他州)
马里昂（英語：Marion），是美国北达科他州下属的一座城市。根据2010年美国人口普查，该市有人口133人。